# Литовченко Наталія Іванівна
Наталія Іванівна Лито́вченко (нар. 15 квітня 1956, Київ) — українська художниця і педагог; член Київської організації Спілки художників України з 1984 року (у 2005—2009 її голова); член-кореспондент Української академії архітектури з 2005 року.

## Біографія
Народилася 15 квітня 1956 року в місті Києві (нині Україна). Дочка художників Івана та Марії Литовченків. Мистецтву навчалася у батьків; у 1974—1976 роках — у Львівському інституті прикладного та декоративного мистецтва та у 1976—1980 роках — у Київському художньому інституті, де була ученицею Вілена Чеканюка.
1995 року брала участь у стажувальній програмі Ліги жінок-виборців США; 1996 року — у стажувальній програмі канадської фундації з прав людини; у 1997 році — у стажувальній програмі канадської фундації з прав людини для тренерів.
З 2004 року — доцент кафедри монументально-декоративного і сакрального мистецтва Київського інституту декоративно-прикладного мистецтва та дизайну. Серед учнів: А. Захарченко, Марія Луцик.
Мешкала у Києві в будинку на вулиці Академіка Філатова № 10а, квартира № 13 та у будинку на вулиці Антоновича, № 160, квартира № 39.

## Творчість
Працює у галузях декоративно-прикладного мистецтва (текстиль), живопису, монументально-декоративного мистецтва. Серед робіт:
- гобелени: «1500 років Києву» (1980), «Людина і природа» (1984), «Квіти Кобзареві» (1989), «Ніч на Івана Купала», «Колядки» (обидва — 1991), «Архангел Михаїл — охоронець Києва» (1992), «Пісня» (1993), «Різдвяна ніч», «Козак Мамай» (обидва — 1994), «Мати Божа» (1995), «Глухів» (1996); серія «Гетьмани України» (2009);
- живопис: «Спогади» (1991), «Легенда» (1991), «Ніч» (1992), «Мавка» (1994), «Ангели» (2012), «Тарас Шевченко» (2014).

монументальні роботи
- у 1999—2000 роках виконала:
  - зображення чотирьох Серафимів у розписах склепіння центрального трансепта Михайлівського Золотоверхого собору[2];
  - два монументальних панно для зали прийому гостей Національного університету імені Тараса Шевченка («Національні університети України» та «Духовні святині Києва»)[2];
- у 2001 році за ескізами художниці авторкою та гуртом мистців виконано 14 монументально-декоративних панно в залі очікування № 2 на Центральному залізничному вокзалі Києва[2];
- у 2008 році створила живописні панно для зали пленарних засідань Верховного суду України (Київ, Кловський палац) під загальною назвою «Етапи становлення української державності». Це такі твори, як «Ярослав Мудрий» (Руська правда), «Пилип Орлик» (Конституція 1710 року), «Михайло Грушевський» (ІV Універсал), «Конституція 1996 року»[2].

Бере участь в обласних, всеукраїнських, міжнародних мистецьких виставках з 1980 року. Персональні виставки відбулися у Києві у 1994, 1998, 2006, 2016 роках, Шалон-сюр-Соні у 1994 році, Вашингтоні у 1995 році, Монреалі у 1996 році, Оттаві у 2000 році.
Твори митця зберігаються в музеях України, в посольствах України у США, Канаді, Франції та в приватних колекціях України, США, Австрії й інших країн.

## Публікації[1]
- Віхи історії України у сучасному монументальному живописі. Актуальні проблеми мистецтвознавчої науки: Мистецькі обрії, 2015. — Збірка наукових праць інституту проблем сучасного мистецтва. НАМ України. — Випуск 7 (18). — К.: Фенікс, 2015. — С. 16—22;
- До історії художнього оформлення зали очікування № 2 залізничного вокзалу Києва. Збірник наукових праць ДЕТУТ. — Випуск 6. — К., 2015. — С. 53—62;
- Історія монументально-декоративного оформлення зали пленумів Верховного суду України. Наукові праці історичного факультету Запорізького національного університету. Запоріжжя: ЗНУ, 2015. Випуск 43. С. 317—323;
- Бойчук і сучасність. Художні практики початку XXI століття: новації, тенденції, перспективи. Всеукраїнська науково-практична конференція: електронний збірник тез (24 листопада 2017). К.: Київський державний інститут декоративно-прикладного мистецтва і дизайну імені Михайла Бойчука;
- Литовченко Іван Семенович: становлення монументального мистецтва України 1960-х. Матеріали Всеукраїнської науково-практичної конференції (у межах відзначення 100-річчя заснування Національної академії образотворчого мистецтва і архітектури) «Мистецтво шістдесятників. Традиції і новаторство», присвячена 135-річчю від дня народження Михайла Бойчука, (30 листопада 2017, Київ). К., 2017;
- До 100-річчя Івана Литовченка. Дев'яті Платонівські читання: тези доповіді Міжнародної наукової конференції. Київ: НАОМА, 2022. С. 93—94;
- Збереження визначних творів монументально-декоративного мистецтва. Декоративно-прикладне мистецтво в національній системі художньо-педагогічної освіти: сучасний досвід і перспективи: тези доповіді ІI Всеукраїнської науково-практичної конференції., Одеса, 16—17 березня 2022. Одеса: Астропринт, 2022. С. 25—27;
- Актуальність синтезу монументально-декоративного мистецтва та архітектури в умовах післявоєнної відбудови України. Синтез мистецтв у сучасних соціокультурних процесах: збірка тез доповіді міжнародної наукової конференції. Київ: НАМУ, 2022. С. 58—59.

## Відзнаки
- Заслужений художник України (1996; за вагомі творчі здобутки, особистий внесок у розвиток образотворчого мистецтва)[5];
- Почесна грамота Міністерства культури України (2006)[1].
- Грамота Київської державної академії декоративно-прикладного мистецтва і дизайну імені Михайла Бойчука (2018)[1];
- Почесний диплом Національної академії мистецтв України (2022; за високу фахову майстерність, багаторічну кваліфіковану підготовку мистецьких кадрів та з нагоди 140-річчя від дня народження Михайла Бойчука)[1].